# Don Álvaro
Don Álvaro là một đô thị trong tỉnh Badajoz, Extremadura, Tây Ban Nha. Theo điều tra dân số 2005 (INE), đô thị này có dân số là 633 người.
Don Álvaro (Tarfe) is the name of the principle characters in another version of the second book of Don Quixote published by Alonso Fernández de Avellaneda in Tarragona in 1614.